# Campionato di Formula E 2018-2019
Il Campionato di Formula E 2018-2019 (per ragioni commerciali denominato ABB Formula E 2018-2019 Championship) è stata la quinta edizione del campionato di Formula E, competizione automobilistica destinata a vetture monoposto spinte esclusivamente da motore elettrico. La stagione ha avuto inizio il 15 dicembre 2018 con l'E-Prix di Dirʿiyya e si è conclusa il 14 luglio 2019 con l'E-Prix di New York. Il titolo piloti è stato vinto dal francese Jean-Éric Vergne, per la seconda volta della competizione, e il titolo costruttori è stato vinto dalla sua scuderia, DS Techeetah.
Da quest'anno, dopo le qualifiche di ogni weekend di gara, si tiene il Jaguar I-Pace eTrophy, che utilizza il medesimo tracciato delle vetture di Formula E.

## Regolamento e aspetti tecnici

### Vetture
La stagione è caratterizzata dall'esordio della nuova vettura, la Spark SRT 05e (o Gen2), che introduce alcune significative migliorie nelle prestazioni e nella condotta della gara. La potenza disponibile in qualifica,  fino al precedente campionato di 200
kW (272 CV), è passata a 250 kW (340 cv) mentre in configurazione gara si è passati da 180 kW (245 CV) a 200 kW (272 CV). L'energia complessiva fornita dal pacco batterie sale da 28 a 54 kWh, permettendo così ai piloti di percorrere l'intera distanza della gara senza ricorrere al cambio della vettura. Inoltre la vettura presenta un passo incrementato, arrivando al valore di 3,10 m su una lunghezza di 5,16 m. Al contrario la larghezza complessiva della monoposto viene ridotta a 1,77 m. Inalterata la scelta di montare cerchioni da 18 pollici, tuttavia gli pneumatici, ancora a battistrada scolpito e forniti dalla Michelin, presentano delle novità nella massa, alleggerita, e nella diminuita resistenza al rotolamento. Introdotto anche il sistema di protezione Halo nella struttura e un innovativo sistema di informazione visivo fruibile dal pubblico basato su una striscia a LED che informerà su varie condizioni della vettura in gara tra cui la modalità di utilizzo del powertrain. A partire dalla quinta stagione, inoltre, cambiano anche i freni: Spark Racing Technology (SRT) ha infatti scelto Brembo come fornitore unico dell’intero impianto frenante di tutte le monoposto: dischi, pinze, pastiglie, campane e pompa tandem.

### Squadre
Il nuovo campionato vede alcuni cambiamenti nelle squadre partecipanti rispetto alla precedente edizione; la Renault-e.dams cambia denominazione in Nissan-e.dams, scelta commerciale dovuta al cambio di power unit. Inoltre fa il suo ingresso il team HWA, in partnership con Venturi, portando ad undici il numero di team in gara. La BMW entra nelle vesti di costruttore del team Andretti.

## Scuderie e piloti
| Scuderia                  | Costruttore    | Vettura         | Gomme | N. | Piloti                 | Gare      | Collaudatore/Terzo Pilota       |
| ------------------------- | -------------- | --------------- | ----- | -- | ---------------------- | --------- | ------------------------------- |
| Mahindra Racing           | Spark-Mahindra | M5ELECTRO       | M     | 64 | Jérôme d'Ambrosio      | Tutti     | Nick Heidfeld                   |
| Mahindra Racing           | Spark-Mahindra | M5ELECTRO       | M     | 94 | Felix Rosenqvist       | 1         | Nick Heidfeld                   |
| Mahindra Racing           | Spark-Mahindra | M5ELECTRO       | M     | 94 | Pascal Wehrlein        | 2-13      | Nick Heidfeld                   |
| DS Techeetah              | Spark-DS       | DS E-TENSE FE19 | M     | 25 | Jean-Éric Vergne       | Tutti     | Tatiana Calderón James Rossiter |
| DS Techeetah              | Spark-DS       | DS E-TENSE FE19 | M     | 36 | André Lotterer         | Tutti     | Tatiana Calderón James Rossiter |
| Venturi Formula E Team    | Spark-Venturi  | VFE-05          | M     | 19 | Felipe Massa           | Tutti     | Simona de Silvestro Norman Nato |
| Venturi Formula E Team    | Spark-Venturi  | VFE-05          | M     | 48 | Edoardo Mortara        | Tutti     | Simona de Silvestro Norman Nato |
| Audi Sport ABT Schaeffler | Spark-Audi     | e-tron FE05     | M     | 11 | Lucas Di Grassi        | Tutti     | N.D.                            |
| Audi Sport ABT Schaeffler | Spark-Audi     | e-tron FE05     | M     | 66 | Daniel Abt             | Tutti     | N.D.                            |
| BMW i Andretti Motorsport | Spark-BMW      | BMW iFE.18      | M     | 27 | Alexander Sims         | Tutti     | Bruno Spengler Beitske Visser   |
| BMW i Andretti Motorsport | Spark-BMW      | BMW iFE.18      | M     | 28 | António Félix da Costa | Tutti     | Bruno Spengler Beitske Visser   |
| HWA Racelab               | Spark-Venturi  | VFE-05          | M     | 17 | Gary Paffett           | Tutti     | Daniel Juncadella               |
| HWA Racelab               | Spark-Venturi  | VFE-05          | M     | 5  | Stoffel Vandoorne      | Tutti     | Daniel Juncadella               |
| Nissan e.dams             | Spark-Nissan   | Nissan IM01     | M     | 23 | Sébastien Buemi        | Tutti     | N.D                             |
| Nissan e.dams             | Spark-Nissan   | Nissan IM01     | M     | 22 | Oliver Rowland         | Tutti     | N.D                             |
| Envision Virgin Racing    | Spark-Audi     | e-tron FE05     | M     | 2  | Sam Bird               | Tutti     | N.D.                            |
| Envision Virgin Racing    | Spark-Audi     | e-tron FE05     | M     | 4  | Robin Frijns           | Tutti     | N.D.                            |
| Panasonic Jaguar Racing   | Spark-Jaguar   | Jaguar I-Type 3 | M     | 3  | Nelson Piquet Jr.      | 1-6       | Ho-Pin Tung                     |
| Panasonic Jaguar Racing   | Spark-Jaguar   | Jaguar I-Type 3 | M     | 3  | Alex Lynn              | 7-13      | Ho-Pin Tung                     |
| Panasonic Jaguar Racing   | Spark-Jaguar   | Jaguar I-Type 3 | M     | 20 | Mitch Evans            | Tutti     | Ho-Pin Tung                     |
| GEOX Dragon               | Spark-Penske   | Penske EV-3     | M     | 7  | José María López       | Tutti     | Antonio Fuoco                   |
| GEOX Dragon               | Spark-Penske   | Penske EV-3     | M     | 6  | Maximilian Günther     | 1-3, 7-13 | Antonio Fuoco                   |
| GEOX Dragon               | Spark-Penske   | Penske EV-3     | M     | 6  | Felipe Nasr            | 4-6       | Antonio Fuoco                   |
| NIO Formula E Team        | Spark-NIO      | NIO Sport 004   | M     | 16 | Oliver Turvey          | Tutti     | N.D                             |
| NIO Formula E Team        | Spark-NIO      | NIO Sport 004   | M     | 8  | Tom Dillmann           | Tutti     | N.D                             |

- I team Jaguar, Audi Sport ABT Schaeffler, Techeetah confermano i propri piloti. Da questa stagione il team Techeetah ha i motori della DS, che abbandona la Virgin Racing che passa ai motori Audi;
- Il team Venturi Grand Prix ingaggia Felipe Massa con un contratto triennale[9] e conferma Edoardo Mortara;[10]
- Il team BMW i Andretti Motorsport conferma António Félix da Costa e annuncia il debuttante Alexander Sims[11];
- Il team Mahindra ingaggia l'ex Dragon Jérôme d'Ambrosio e Pascal Wehrlein;
- Il team HWA, new entry del campionato, annuncia il campione DTM Gary Paffett e Stoffel Vandoorne;
- La Virgin Racing conferma Sam Bird e ingaggia Robin Frijns, che torna nella categoria dopo un anno di assenza;
- Il team NIO conferma Oliver Turvey e annuncia il francese Tom Dillmann.
- La Dragon Racing conferma José María López e ingaggia Maximilian Günther come secondo pilota.[12]
- La Nissan e.dams conferma Sébastien Buemi, in un primo momento aveva ingaggiato Alexander Albon[13], ma poi il pilota Thailandese ha preferito la Formula 1 e viene sostituito da Oliver Rowland[14].
- A partire dalla quarta gara la Dragon Racing sostituisce Maximilian Günther con Felipe Nasr[15], e il tedesco riprende il suo posto nell'E-Prix di Roma.[16]
- A partire dalla settima prova la Jaguar sostituisce Nelson Piquet Jr. con Alex Lynn.[17]

## Calendario
Il calendario della quinta stagione previsto nella prima bozza, resa nota il 7 giugno 2018, prevede 13 appuntamenti, con l'introduzione dell'E-Prix di Dirʿiyya, in Arabia Saudita, quale prima gara da disputarsi il 15 dicembre 2018 e la chiusura con l'E-Prix di New York il 13 e 14 luglio 2019. La stagione segna inoltre il ritorno dell'E-Prix di Monaco dopo una stagione di assenza, l'introduzione dell'E-Prix di Sanya in Cina, e dell'E-Prix di Berna al posto di quello disputato a Zurigo nella stagione precedente.
| Gara | E-Prix                      | Tracciato                                    | Nazione        | Layout         | Data             | Ora    | Ora   | Ora    | Diretta TV           |
| Gara | E-Prix                      | Tracciato                                    | Nazione        | Layout         | Data             | Locale | UTC   | Italia | Diretta TV           |
| ---- | --------------------------- | -------------------------------------------- | -------------- | -------------- | ---------------- | ------ | ----- | ------ | -------------------- |
| 1    | E-Prix di Dirʿiyya          | Circuito cittadino di Dirʿiyya               | Arabia Saudita |                | 15 dicembre 2018 | 16:00  | 12:00 | 13:00  | Italia 1 Eurosport 1 |
| 2    | E-Prix di Marrakech         | Circuito di Marrakech                        | Marocco        |                | 12 gennaio 2019  | 16:00  | 16:00 | 17:00  | Italia 1 Eurosport 1 |
| 3    | E-Prix di Santiago          | Circuito di Parque O'Higgins                 | Cile           |                | 26 gennaio 2019  | 16:00  | 19:00 | 20:00  | Eurosport 1          |
| 4    | E-Prix di Città del Messico | Autodromo Hermanos Rodríguez                 | Messico        |                | 16 febbraio 2019 | 16:00  | 22:00 | 23:00  | Italia 1 Eurosport 1 |
| 5    | E-Prix di Hong Kong         | Circuito Central Harbourfront di Hong Kong   | Hong Kong      |                | 10 marzo 2019    | 16:00  | 08:00 | 09:00  | Italia 1 Eurosport 1 |
| 6    | E-Prix di Sanya             | Circuito cittadino di Sanya                  | Cina           |                | 23 marzo 2019    | 16:00  | 07:00 | 08:00  | Italia 1 Eurosport 1 |
| 7    | E-Prix di Roma              | Circuito cittadino dell'EUR                  | Italia         |                | 13 aprile 2019   | 16:00  | 14:00 | 16:00  | Italia 1 Eurosport 1 |
| 8    | E-Prix di Parigi            | Circuito cittadino di Parigi                 | Francia        |                | 27 aprile 2019   | 16:00  | 14:00 | 16:00  | Italia 1 Eurosport 1 |
| 9    | E-Prix di Monaco            | Circuito di Monte Carlo                      | Monaco         |                | 11 maggio 2019   | 16:00  | 14:00 | 16:00  | Italia 1 Eurosport 1 |
| 10   | E-Prix di Berlino           | Circuito dell'aeroporto di Berlino-Tempelhof | Germania       |                | 25 maggio 2019   | 13:00  | 11:00 | 13:00  | Italia 1 Eurosport 1 |
| 11   | E-Prix di Berna             | Circuito cittadino di Berna                  | Svizzera       |                | 22 giugno 2019   | 18:00  | 16:00 | 18:00  | Italia 1 Eurosport 1 |
| 12   | E-Prix di New York Gara 1   | Circuito cittadino di Brooklyn               | Stati Uniti    |                | 13 luglio 2019   | 16:00  | 20:00 | 22:00  | Eurosport 1          |
| 13   | E-Prix di New York Gara 2   | Circuito cittadino di Brooklyn               | Stati Uniti    | 14 luglio 2019 | 16:00            | 20:00  | 22:00 |        | Eurosport 1          |

## Test precampionato
I test precampionato hanno avuto luogo sul circuito Ricardo Tormo di Valencia, Spagna, il 16, 17 e 19 ottobre 2018. Nel primo e nell'ultimo giorno il pubblico ha avuto la possibilità di accedere alle sessioni svolte.
| Circuito             | Data                    | Pilota più veloce      | Team                      | Tempo    | Giri |
| -------------------- | ----------------------- | ---------------------- | ------------------------- | -------- | ---- |
| Circuito di Valencia | 16 ottobre (mattina)    | Alexander Sims         | BMW i Andretti Motorsport | 1'17"567 | 33   |
| Circuito di Valencia | 16 ottobre (pomeriggio) | Alexander Sims         | BMW i Andretti Motorsport | 1'17"553 | 41   |
| Circuito di Valencia | 17 ottobre (mattina)    | António Félix da Costa | BMW i Andretti Motorsport | 1'16"977 | 48   |
| Circuito di Valencia | 17 ottobre (pomeriggio) | Sébastien Buemi        | Nissan e.dams             | 1'17"773 | 10   |
| Circuito di Valencia | 19 ottobre (mattina)    | António Félix da Costa | BMW i Andretti Motorsport | 1'24"870 | 29   |
| Circuito di Valencia | 19 ottobre (pomeriggio) | Alexander Sims         | BMW i Andretti Motorsport | 1'17"402 | 51   |

## Risultati e classifiche

### Gare
| Round | Gara              | Pole position          | Giro veloce      | Pilota vincitore       | Team vincitore            | Resoconto |
| ----- | ----------------- | ---------------------- | ---------------- | ---------------------- | ------------------------- | --------- |
| 1     | Dirʿiyya          | António Félix da Costa | André Lotterer   | António Félix da Costa | BMW i Andretti Motorsport | Resoconto |
| 2     | Marrakech         | Sam Bird               | Lucas Di Grassi  | Jérôme d'Ambrosio      | Mahindra Racing           | Resoconto |
| 3     | Santiago          | Sébastien Buemi        | Daniel Abt       | Sam Bird               | Envision Virgin Racing    | Resoconto |
| 4     | Città del Messico | Pascal Wehrlein        | Pascal Wehrlein  | Lucas Di Grassi        | Audi Sport ABT Schaeffler | Resoconto |
| 5     | Hong Kong         | Stoffel Vandoorne      | Sam Bird         | Edoardo Mortara        | Venturi Formula E Team    | Resoconto |
| 6     | Sanya             | Oliver Rowland         | Jean-Éric Vergne | Jean-Éric Vergne       | DS Techeetah              | Resoconto |
| 7     | Roma              | André Lotterer         | Sébastien Buemi  | Mitch Evans            | Panasonic Jaguar Racing   | Resoconto |
| 8     | Parigi            | Oliver Rowland         | Robin Frijns     | Robin Frijns           | Envision Virgin Racing    | Resoconto |
| 9     | Monaco            | Oliver Rowland         | Pascal Wehrlein  | Jean-Éric Vergne       | DS Techeetah              | Resoconto |
| 10    | Berlino           | Sébastien Buemi        | Lucas Di Grassi  | Lucas Di Grassi        | Audi Sport ABT Schaeffler | Resoconto |
| 11    | Berna             | Jean-Éric Vergne       | Sam Bird         | Jean-Éric Vergne       | DS Techeetah              | Resoconto |
| 12    | New York          | Sébastien Buemi        | Daniel Abt       | Sébastien Buemi        | Nissan e.dams             | Resoconto |
| 13    | New York          | Alexander Sims         | Daniel Abt       | Robin Frijns           | Envision Virgin Racing    | Resoconto |

### Classifica piloti
I punti sono assegnati ai primi 10 classificati in ogni gara, a colui che parte in Pole Position e al pilota con il giro più veloce in gara classificato nei primi 10. I punti sono assegnati secondo questo schema:
| Posizione | 1ª | 2ª | 3ª | 4ª | 5ª | 6ª | 7ª | 8ª | 9ª | 10ª | Pole | GV |
| --------- | -- | -- | -- | -- | -- | -- | -- | -- | -- | --- | ---- | -- |
| Punti     | 25 | 18 | 15 | 12 | 10 | 8  | 6  | 4  | 2  | 1   | 3    | 1  |

| Pos   | Pilota                 | DIR | MAR  | SAN  | MEX  | HKG  | SAY  | ROM  | PAR  | MON | BER | BRN | NYC | NYC  | Punti |
| ----- | ---------------------- | --- | ---- | ---- | ---- | ---- | ---- | ---- | ---- | --- | --- | --- | --- | ---- | ----- |
| 1     | Jean-Éric Vergne       | 2   | 5    | Rit  | 13   | 13   | 1    | 14   | 6    | 1   | 3   | 1   | 15  | 7    | 136   |
| 2     | Sébastien Buemi        | 6   | 8*   | Rit* | 21†* | Rit* | 8*   | 51*  | 15*  | 5*  | 2*  | 3*  | 1   | 3*   | 119   |
| 3     | Lucas Di Grassi        | 9*  | 7    | 12   | 1*   | 2    | 15†* | 7*   | 4    | Rit | 1   | 9*  | 5   | 18†* | 108   |
| 4     | Robin Frijns           | 12  | 2    | 5    | 11   | 3    | 14†  | 4    | 1    | 17† | 13  | Rit | Rit | 1    | 106   |
| 5     | Mitch Evans            | 4   | 9    | 6    | 7    | 7    | 9    | 1    | 16   | 6   | 12  | 2   | 2   | 17   | 105   |
| 6     | António Félix da Costa | 1*  | Rit* | Rit* | 2*   | 10*  | 3*   | 9*   | 7*   | SQ* | 4*  | 12* | 3*  | 9*   | 99    |
| 7     | Daniel Abt             | 8*  | 10   | 3*   | 10*  | 4*   | 5*   | 18†* | 3*   | 15* | 6*  | 6*  | 6*  | 5*   | 95    |
| 8     | André Lotterer         | 5   | 6    | 13   | 5    | 14   | 4    | 2    | 2    | 7   | Rit | 14  | 17  | Rit  | 86    |
| 9     | Sam Bird               | 11  | 3    | 1    | 9    | 6    | Rit  | 11   | 11   | 16† | 9   | 4   | 8   | 4    | 85    |
| 10    | Oliver Rowland         | 7   | 15   | Rit  | 20†  | Rit  | 2    | 6    | 12   | 2   | 8   | Rit | 14  | 6    | 71    |
| 11    | Jérôme d'Ambrosio      | 3   | 1    | 10*  | 4    | Rit  | 6    | 8    | 17†  | 11  | 17  | 13  | 9   | 11   | 67    |
| 12    | Pascal Wehrlein        |     | Rit* | 2    | 6    | Rit* | 7    | 10   | 10   | 4   | 10  | Rit | 7   | 12   | 58    |
| 13    | Alexander Sims         | 18  | 4    | 7    | 14   | Rit  | Rit  | 17   | Rit  | 13  | 7   | 11  | 4   | 2    | 57    |
| 14    | Edoardo Mortara        | 19  | 13   | 4    | 3    | 1    | 13   | Rit  | Rit  | Rit | 11  | Rit | Rit | Rit  | 52    |
| 15    | Felipe Massa           | 17* | 18*  | Rit  | 8    | 5    | 10   | Rit  | 9*   | 3   | 15* | 8   | 16† | 15   | 36    |
| 16    | Stoffel Vandoorne      | 16* | Rit* | Rit* | 18*  | Rit* | Rit* | 3*   | Rit* | 9*  | 5*  | 10* | 13* | 8*   | 35    |
| 17    | Maximilian Günther     | 15  | 12   | Rit  |      |      |      | 19†  | 5    | Rit | 14  | 5   | Rit | 19   | 20    |
| 18    | Alex Lynn              |     |      |      |      |      |      | 12   | Rit  | 8   | Rit | 7   | Rit | 16   | 10    |
| 19    | Gary Paffett           | Rit | Rit  | 14   | 16   | 8    | Rit  | Rit  | 8    | 12  | 16  | 17  | 11  | 10   | 9     |
| 20    | Oliver Turvey          | 13  | 16   | 8    | 12   | 9    | 11   | 13   | 14   | Rit | 18  | 16  | 10  | 13   | 7     |
| 21    | José María López       | Rit | 11   | 9    | 17   | 11   | Rit  | 16   | 13   | 10* | 20  | SQ  | 12  | Rit  | 3     |
| 22    | Nelson Piquet Jr.      | 10  | 14   | 11   | Rit  | Rit  | Rit  |      |      |     |     |     |     |      | 1     |
| 23    | Tom Dillmann           | 14  | 17   | Rit  | 15   | 12   | 12   | 15   | Rit  | 14  | 19  | 15  | Rit | 14   | 0     |
| 24    | Felipe Nasr            |     |      |      | 19   | Rit  | Rit  |      |      |     |     |     |     |      | 0     |
| NC    | Felix Rosenqvist       | Rit |      |      |      |      |      |      |      |     |     |     |     |      | 0     |
| Fonte |                        |     |      |      |      |      |      |      |      |     |     |     |     |      |       |

| Colore  | Risultato             |
| ------- | --------------------- |
| Oro     | Vincitore             |
| Argento | 2º posto              |
| Bronzo  | 3º posto              |
| Verde   | Finito a punti        |
| Blu     | Finito senza punti    |
| Viola   | Ritirato (Rit)        |
| Viola   | Non classificato (NC) |
| Rosso   | Non qualificato (NQ)  |
| Nero    | Squalificato (SQ)     |
| Bianco  | Non partito (NP)      |
| Bianco  | Non ha gareggiato     |
| Bianco  | Infortunato (INF)     |
| Bianco  | Escluso (ES)          |
| Bianco  | Gara cancellata (C)   |

### Classifica squadre
| Pos    | Team                      | N. | DIR | MAR  | SAN  | MEX  | HKG  | SAY  | ROM  | PAR  | MON | BER | BRN | NYC | NYC | Punti |
| ------ | ------------------------- | -- | --- | ---- | ---- | ---- | ---- | ---- | ---- | ---- | --- | --- | --- | --- | --- | ----- |
| 1      | DS Techeetah              | 25 | 2   | 5    | Rit  | 13   | 13   | 1    | 14   | 6    | 1   | 3   | 1   | 15  | 7   | 222   |
| 1      | DS Techeetah              | 36 | 5   | 6    | 13   | 5    | 14   | 4    | 2    | 2    | 7   | Rit | 14  | 17  | Rit | 222   |
| 2      | Audi Sport ABT Schaeffler | 11 | 9*  | 7    | 12   | 1*   | 2    | 15†* | 7*   | 4    | Rit | 1   | 9*  | 5   | 18† | 203   |
| 2      | Audi Sport ABT Schaeffler | 66 | 8*  | 10   | 3*   | 10*  | 4*   | 5*   | 18†* | 3*   | 15* | 6*  | 6*  | 6   | 5   | 203   |
| 3      | Envision Virgin Racing    | 2  | 11  | 3    | 1    | 9    | 61   | Rit  | 11   | 11   | 16† | 9   | 41  | 8   | 4   | 191   |
| 3      | Envision Virgin Racing    | 4  | 12  | 2    | 5    | 11   | 3    | 14†  | 4    | 1    | 17† | 13  | Rit | Rit | 1   | 191   |
| 4      | Nissan e.dams             | 22 | 7   | 15   | Rit  | 20†  | Rit  | 2    | 6    | 12   | 2   | 8   | Rit | 14  | 6   | 190   |
| 4      | Nissan e.dams             | 23 | 6   | 8*   | Rit* | 21†* | Rit* | 8*   | 51*  | 15*  | 5*  | 2*  | 3*  | 1   | 3   | 190   |
| 5      | BMW i Andretti Motorsport | 27 | 18  | 4    | 7    | 14   | Rit  | Rit  | 17   | Rit  | 13  | 7   | 11  | 4   | 2   | 156   |
| 5      | BMW i Andretti Motorsport | 28 | 1*  | Rit* | Rit* | 2*   | 10*  | 3*   | 9*   | 7*   | SQ* | 4*  | 12* | 3   | 9   | 156   |
| 6      | Mahindra Racing           | 64 | 3   | 1    | 10*  | 4    | Rit  | 6    | 8    | 17†  | 11  | 17  | 13  | 9   | 11  | 125   |
| 6      | Mahindra Racing           | 94 | Rit | Rit* | 2    | 6    | Rit* | 7    | 10   | 10   | 4   | 10  | Rit | 7   | 13  | 125   |
| 7      | Panasonic Jaguar Racing   | 3  | 10  | 14   | 11   | Rit  | Rit  | Rit  | 12   | Rit  | 8   | Rit | 7   | Rit | 12  | 116   |
| 7      | Panasonic Jaguar Racing   | 20 | 4   | 9    | 6    | 7    | 7    | 9    | 1    | 16   | 6   | 12  | 2   | 2   | 17  | 116   |
| 8      | Venturi Formula E Team    | 19 | 17* | 18*  | Rit  | 8    | 5    | 10   | Rit  | 9*   | 3   | 15* | 8   | 16† | 16  | 88    |
| 8      | Venturi Formula E Team    | 48 | 19  | 13   | 4    | 3    | 1    | 13   | Rit  | Rit  | Rit | 11  | Rit | Rit | Rit | 88    |
| 9      | HWA Racelab               | 5  | 16* | Rit* | Rit* | 18*  | Rit* | Rit* | 3*   | Rit* | 9*  | 5*  | 10* | 13  | 8   | 44    |
| 9      | HWA Racelab               | 17 | Rit | Rit  | 14   | 16   | 8    | Rit  | Rit  | 8    | 12  | 16  | 17  | 11  | 10  | 44    |
| 10     | Geox Dragon               | 6  | 15  | 12   | Rit  | 19   | Rit  | Rit  | 19†  | 5    | Rit | 14  | 5   | Rit | 19  | 23    |
| 10     | Geox Dragon               | 7  | Rit | 11   | 9    | 17   | 11   | Rit  | 16   | 13   | 10* | 20  | SQ  | 12  | Rit | 23    |
| 11     | NIO Formula E Team        | 8  | 14  | 17   | Rit  | 15   | 12   | 12   | 15   | Rit  | 14  | 19  | 15  | Rit | 15  | 7     |
| 11     | NIO Formula E Team        | 16 | 13  | 16   | 8    | 12   | 9    | 11   | 13   | 14   | Rit | 18  | 16  | 10  | 14  | 7     |
| Fonte: |                           |    |     |      |      |      |      |      |      |      |     |     |     |     |     |       |

### Trofeo Europeo Voestalpine
Il Trofeo Europeo Voestalpine è assegnato al pilota con il miglior piazzamento a podio di tutte le gare europee del calendario.
| Posizione | 1ª | 2ª | 3ª |
| --------- | -- | -- | -- |
| Punti     | 3  | 2  | 1  |

| Pos | Pilota            | ROM | PAR | MON | BER | BRN | Punti |
| --- | ----------------- | --- | --- | --- | --- | --- | ----- |
| 1   | Jean-Éric Vergne  |     |     | 1   | 3   | 1   | 7     |
| 2   | Mitch Evans       | 1   |     |     |     | 2   | 5     |
| 3   | André Lotterer    | 2   | 2   |     |     |     | 4     |
| 4   | Robin Frijns      |     | 1   |     |     |     | 3     |
| 4   | Lucas Di Grassi   |     |     |     | 1   |     | 3     |
| 4   | Sébastien Buemi   |     |     |     | 2   | 3   | 3     |
| 5   | Oliver Rowland    |     |     | 2   |     |     | 2     |
| 6   | Stoffel Vandoorne | 3   |     |     |     |     | 1     |
| 6   | Daniel Abt        |     | 3   |     |     |     | 1     |
| 6   | Felipe Massa      |     |     | 3   |     |     | 1     |